# Court Tomb von Dunnaman

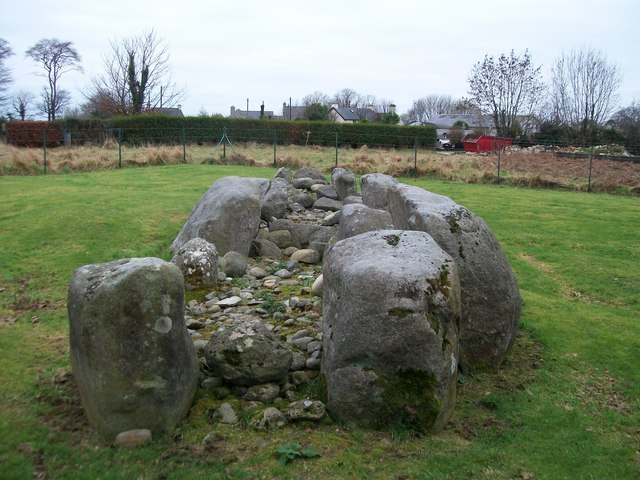
Das Court Tomb von Dunnaman

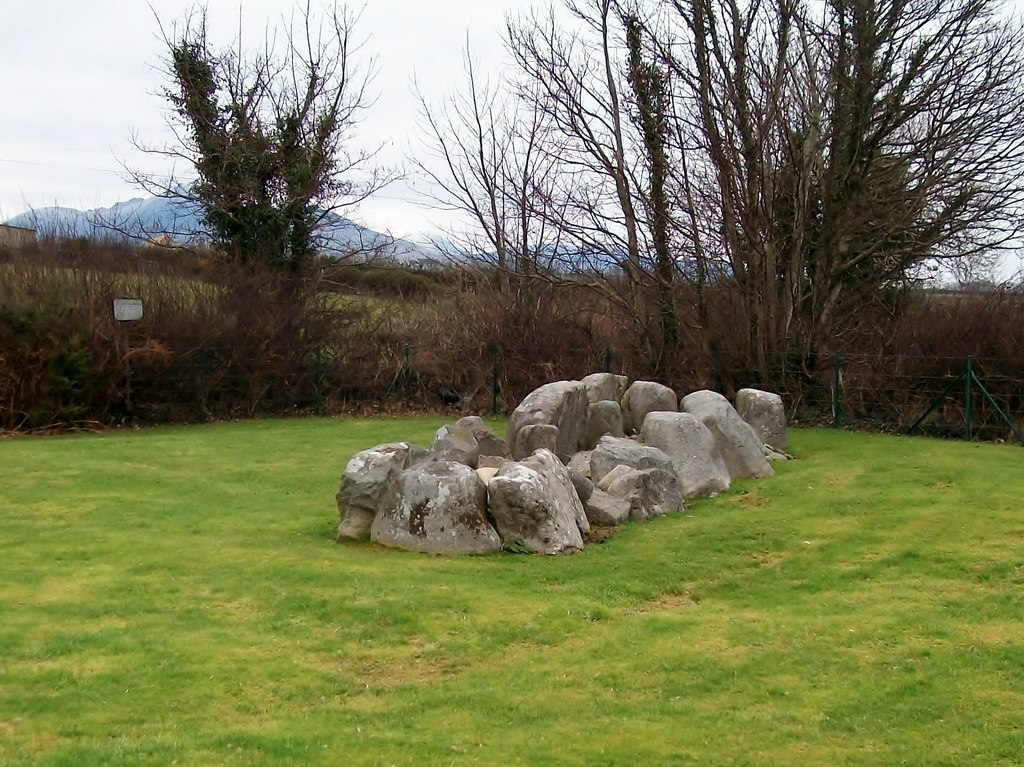
Court Tomb von Dunnaman von Westen

Das Court Tomb von Dunnaman (lokal als Giant’s Grave bekannt) liegt im gleichnamigen Townland (irisch Dún na mBeann) westlich von Kilkeel im äußersten Süden des County Down in Nordirland. Court Tombs gehören zu den megalithischen Kammergräbern (englisch chambered tombs) der Insel. Sie werden mit etwa 400 Exemplaren nahezu ausschließlich in Ulster im Norden von Irland beziehungsweise in Nordirland gefunden.
Das Nordwest-Südost orientierte Court Tomb von Dunnaman, dessen Hofbegrenzung und Cairn nicht erhalten sind, hat mit etwa 13,0 m Länge eine ungewöhnlich lange, etwa 1,5 m breite Galerie, der sämtliche Decksteine fehlen. Die erhaltenen Seitenpfosten deuten darauf hin, dass die Galerie aus vier Kammern bestand, was für die Region typisch wäre, allerdings fehlen die Portalsteine des Zugangs. Das Court Tomb wurde aus großen Granitblöcken erstellt, von denen einige in der Neuzeit zerteilt wurden.
In Kilkeel liegt das Portal Tomb von Kilkeel. Das Court Tomb von Moyad liegt nördlich von Kilkeel.